# Роземборський Олександр Євгенович
Олекса́ндр Євге́нович Розембо́рський (11 червня 1967 — 14 листопада 2015) — солдат Збройних сил України, учасник російсько-української війни.

## Життєпис
Народився 1967 року в місті Хмельницький, де одружився й проживав.
Активний учасник подій Революції Гідності.
У часі війни — доброволець, солдат, розвідник 24-го окремого штурмового батальйону ЗСУ «Айдар». У складі батальйону воював у «гарячих» точках Луганщини.
Демобілізувавшись, займався волонтерською діяльністю — оздоровленням дітей зі Сходу, власним автомобілем возив їх на відпочинок.
Помер 14 листопада 2015 року у Київському військовому шпиталі, внаслідок важкої хвороби.
17 листопада 2015-го похований у місті Хмельницький.
Без Олександра лишились син Ренат 2009 р.н., донька Анжеліка 2000 р.н, дружина Олена.

## Нагороди та вшанування
- нагороджений Почесною відзнакою міської громади «Мужність і відвага» жителів міста Хмельницького (рішення 5-ї сесії Хмельницької міської ради № 1 від 16.3.2016, посмертно).
- Почесний громадянин міста Хмельницького (рішення Хмельницької міської ради, жовтень 2016, посмертно).